# (363401) 2003 LB7
(363401) 2003 LB7 est un objet transneptunien faisant partie des cubewanos.

## Caractéristiques
(363401) 2003 LB7 mesure environ 130 kilomètres de diamètre.